# Alma (métro de Bruxelles)
 (août 2025).
Si vous disposez d'ouvrages ou d'articles de référence ou si vous connaissez des sites web de qualité traitant du thème abordé ici, merci de compléter l'article en donnant les références utiles à sa vérifiabilité et en les liant à la section « Notes et références ».
Pour les articles homonymes, voir Alma.
Alma est une station de la ligne 1 du métro de Bruxelles située à Bruxelles, sur la commune de Woluwe-Saint-Lambert.

## Situation
La station se trouve place de l'Alma qui lui donne son nom.
Elle est située entre les stations Vandervelde et Crainhem sur la ligne 1.

## Histoire
Cette station a été inaugurée en 1982, lors du prolongement de l'ancienne ligne 1B à partir de Tomberg, en même temps que les stations Roodebeek et Vandervelde.
Construite au centre du campus universitaire UCLouvain Bruxelles Woluwe, la station Alma ne contient pas d'œuvres d'art contrairement à beaucoup de stations de métro. Elle se veut plutôt comme une œuvre d'art tout entière. Elle représente une forêt, les piliers de soutien imitent les arbres, des puits de lumière donnent une ambiance de clairière et des courbes remplacent les angles trop abrupts.
Elle est l'œuvre de Lucien Kroll. C'est également une des premières stations du métro bruxellois à être entièrement accessible aux personnes handicapées, parce que cette station n'est pas en sous-sol.
Dans le projet initial, la station ne devait pas se situer sur le campus mais sous les Cliniques universitaires Saint-Luc. Il existe d'ailleurs un espace sous les cliniques inaccessible au grand public.

## Service aux voyageurs

### Accès
La station compte deux accès :
- Accès no 2 : situé côté ouest de la station (accompagné d'un escalator et d'un ascenseur) ;
- Accès no 3 : situé côté est de la station (accompagné d'un escalator et d'un ascenseur).

### Quais
La station est de conception classique avec deux voies encadrées par deux quais latéraux.

### Intermodalité
La station est desservie la nuit par la ligne N05 du réseau Noctis.

## À proximité
- Université catholique de Louvain (dentisterie, médecine, pharmacie, sciences biomédicales) : UCLouvain Bruxelles Woluwe
- Cliniques universitaires Saint-Luc
- École pratique des hautes études commerciales (EPHEC)
- Haute École Léonard de Vinci (ECAM, IPL, Parnasse-ISEI)
- Jardin des plantes médicinales Paul Moens
- Moulin à vent de Woluwe-Saint-Lambert
- Musée pharmaceutique Albert Couvreur.